# 수족관 (설비)

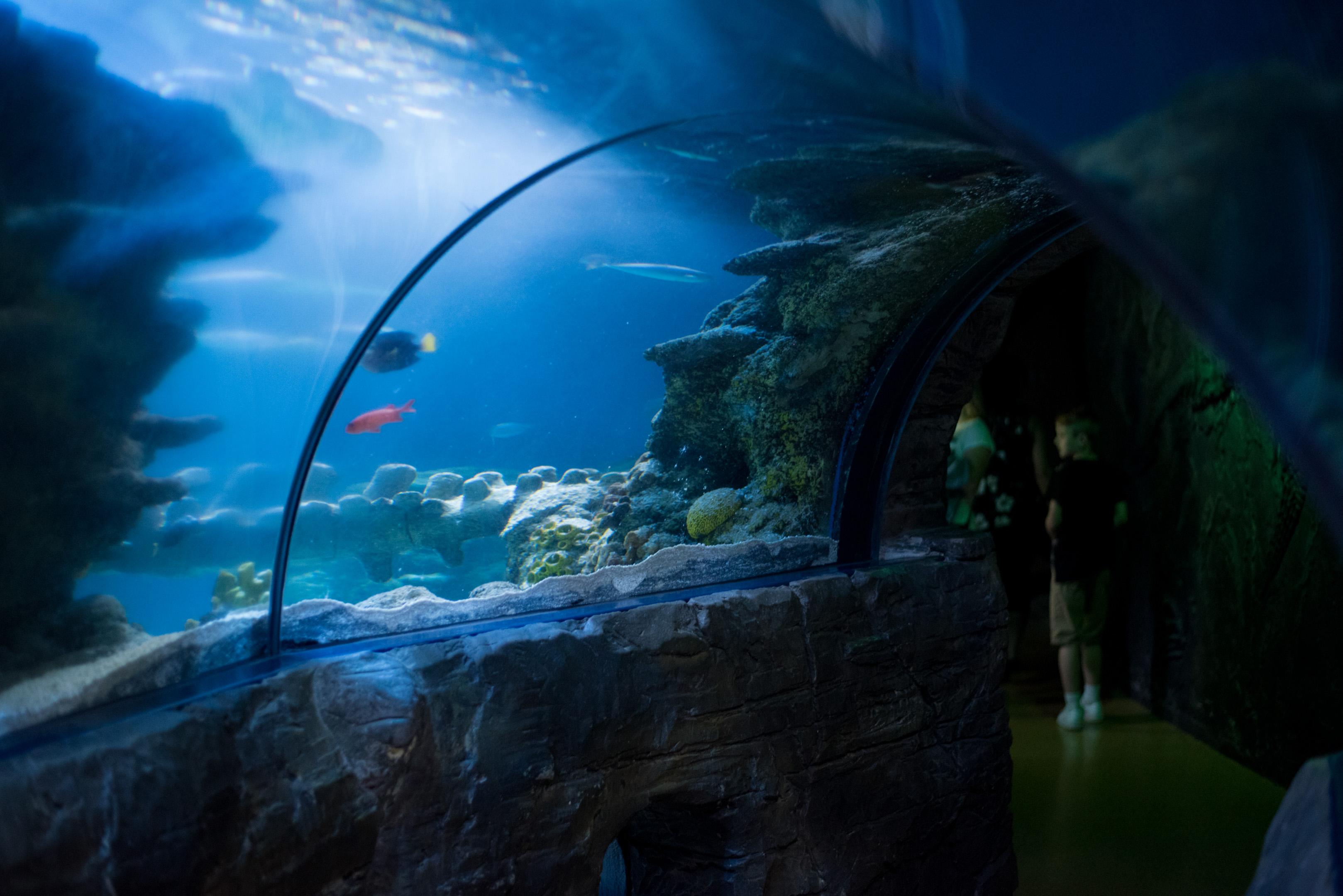
런던 수족관의 수중 터널

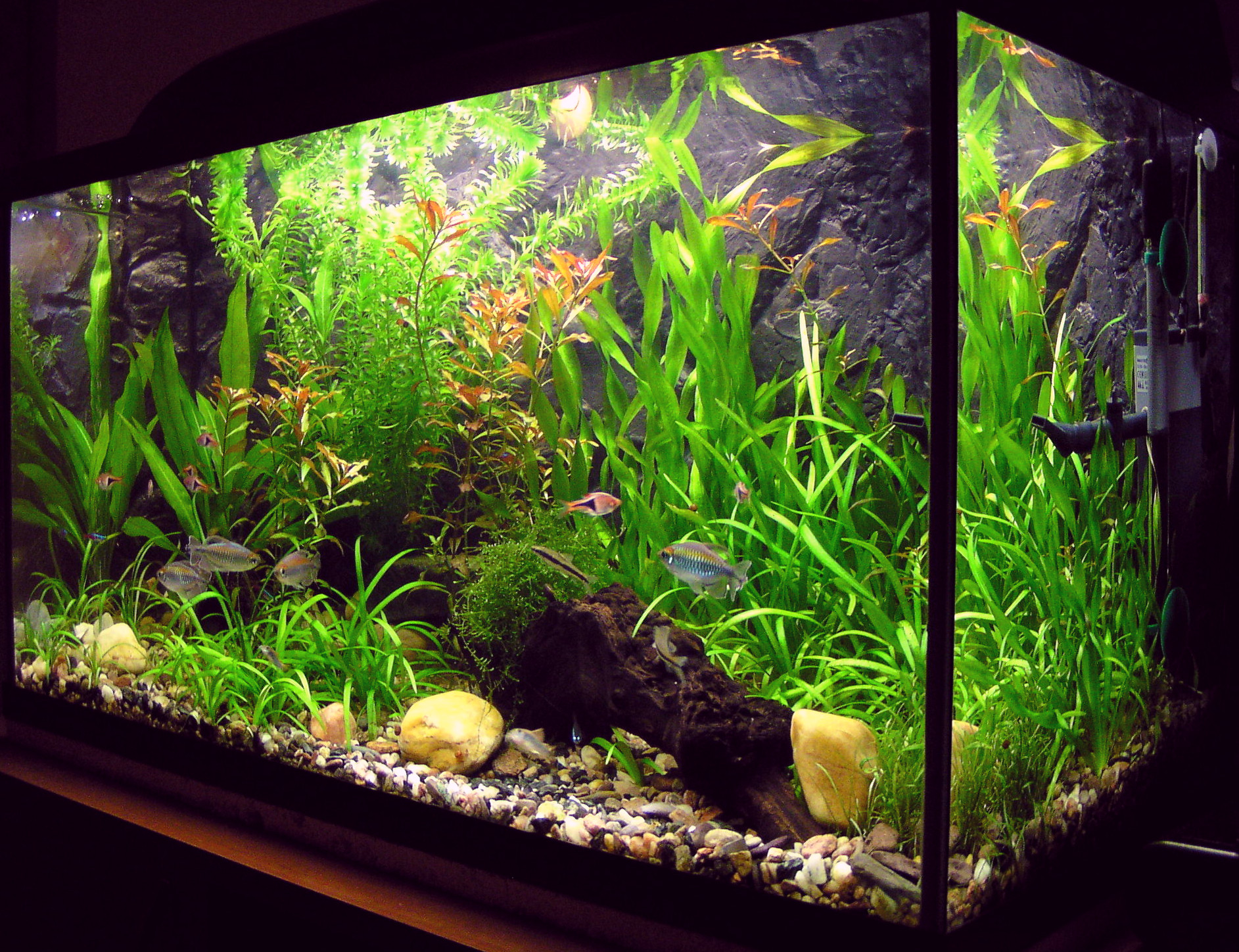
식물과 다양한 열대어가 서식하는 민물 수족관

수족관(水族館)은 수생 생물을 사육하는 설비의 총칭이다. 일반적으로 작은 유리 항아리로 된 수족관을 어항(魚缸)이라고 한다. 수조(水槽)라는 단어도 사용되며, 수조는 정확히 물을 담아두는 설비로, 꼭 수생 생물을 사육하지는 않는다. 영어식 표현으로 아쿠아리움(aquarium)이라고 하나, 한국어권에서 주로 아쿠아리움은 전시 및 수집하는 시설인 수족관을 의미한다.

## 같이 보기
- 비바리움